# Punt i coma
El punt i coma (;) és un signe de puntuació que es forma posant un petit cercle sobre una coma ordinària a la part inferior de la línia d'escriptura. S'usa per separar elements en una enumeració (on pot haver-hi comes dins els elements enumerats) o per marcar el final d'una frase en una pausa intermèdia, més breu que la del punt. Pot introduir també una conclusió després d'un raonament. És un dels signes menys usats actualment. El punt i coma no és una espècie de punt, per tal raó, la paraula que va després d'ell, ha d'escriure's amb minúscula. Només s'escriu majúscula després d'aquest signe, quan es tracta de separar enunciats independents, per exemple, oracions.

## Història
El punt i coma va ser inventat com un signe tipogràfic per l'impressor italià Aldus Manutius per a dos usos: marcar que una paraula és l'antònim d'una altra, i per separar les proposicions gramaticals independents en una frase.
Però aquest signe és el més antic que es troba en manuscrits medievals com un signe d'abreviació especialment per la síl·laba «et». Així, «deb;» es llegeix «debet».

## Ús
La tendència actual és fer servir frases curtes i, per tant, l'ús exclusiu del punt i de la coma. Sylvie Prioul en parla en el seu llibre La ponctuation ou l'art d'accommoder les textes, i demana salvar aquest signe.
En els xats digitals es fa servir junt amb el signe de tancament del parèntesi per fer un aclucament d'ull « ;) ».
En un escrit sempre el segueix una lletra minúscula, excepte, és clar, que es tracti d'un nom propi.

### En grec
En grec modern i en grec antic, el punt i coma es fa servir en lloc del signe d'interrogació.

### En informàtica
El punt i coma fa de «separador» en diversos llenguatges informàtics: C, C++, Java, JavaScript, PHP, Cascading Style Sheets (CSS), etc. Per exemple en CSS :
```
p
 
{
 

 
color
 
:
 
black
;
 

 
background
 
:
 
white
;
 

 
text-align
 
:
 
justify
 
;

}

```

En el llenguatge Smalltalk, el punt i coma permet demanar missatges en cascades.
En molts llenguatges procedimentals marca la fi d'una instrucció informàtica.
En llenguatge assembler i en Common Lisp, el punt i coma introdueix un comentari: qualsevol text a la dreta del punt i coma no serà considerat després de l'execució del codiefineix una funció.
```
(
defun
 
f
 
(
x
)
; defineix una funció f(x)

 
(
sin
 
(
/
 
(
*
 
x
 
pi
)
 
180
)))
; retorna el sinus de x després de convertir-lo a radians

```

El punt i coma es fa servir en nombrosos emoticons.

## En matemàtica
En la llista d'arguments d'una funció matemàtica {\displaystyle f(x_{1},x_{2},\dots ;a_{1},a_{2},\dots )}, es pot usar el punt i coma per separar variables i paràmetres.
En la geometria diferencial, un punt i coma precedint una índex es fa servir per indicar la covariant derivativa d'una funció amb respecte la coordinada associada amb aquest índex.

## Un exemple d'ús de punts i comes
«Quan va sortir de Leta, em vaig trobar entre dues dones; les odalisques estaven d'esquena; elles no em van voler despertar; es van asseure en silenci al meu costat; o fingien que dormien, o tenien molta son, els seus caps queien sobre les meves espatlles.»
Chateaubriand: Mémoires d'outre-tombe, segona part.